# Timonius mollis
Timonius mollis är en måreväxtart som beskrevs av Theodoric Valeton. Timonius mollis ingår i släktet Timonius och familjen måreväxter.

## Underarter
Arten delas in i följande underarter:
- T. m. mollis
- T. m. submollis
- T. m. villosissimus